# João Aguiar
 (août 2019).
Si vous disposez d'ouvrages ou d'articles de référence ou si vous connaissez des sites web de qualité traitant du thème abordé ici, merci de compléter l'article en donnant les références utiles à sa vérifiabilité et en les liant à la section « Notes et références ».
João Aguiar (né João Casimiro Namorado de Aguiar à Lisbonne le 26 octobre 1943, où il est décédé le 3 juin 2010) est un journaliste et un écrivain de langue portugaise.
Après avoir passé une grande partie de son enfance à Beira, au Mozambique,  João Aguiar intègre l’Université libre de Bruxelles, dont il sort diplômé en journalisme. Il travaille ensuite dans la promotion du tourisme portugais, à Bruxelles et à Amsterdam.
Rentré au Portugal en 1976, il commence sa carrière dans le journalisme. Il travaille alors pour la Radio Télévision du Portugal ainsi que pour différents journaux comme le Diário de Notícias, A Luta, Diário Popular, O País e Sábado. Il collabore ensuite régulièrement à la revue mensuelle Superinteressante, dont il devient membre du conseil consultatif. Il collabore également à la revue TempoLivre.
João Aguiar est par ailleurs l’auteur d’une vingtaine d’ouvrages, publiés entre 1983 et 2008. Parmi ceux-ci, quelques-uns ont été traduits en français, comme Les Mangeurs de perles.